# Griscourt
Griscourt település Franciaországban, Meurthe-et-Moselle megyében. Lakosainak száma 138 fő (2022. január 1.). Griscourt Jezainville, Dieulouard, Gézoncourt és Villers-en-Haye községekkel határos.

## Népesség
A település népességének változása:
| Lakosok száma | 112  | 99   | 102  | 119  | 125  | 127  | 132  | 137  | 141  | 138  |
|               | 1968 | 1982 | 1990 | 2006 | 2013 | 2015 | 2017 | 2019 | 2020 | 2022 |